# 東海カントリークラブ
東海カントリークラブ（とうかいカントリークラブ）は、愛知県豊川市にあるゴルフ場である。

## 概要
東三河地区には1955年（昭和30年）始、ゴルフ場が一つもなかった、ゴルファーは中京地区の「名古屋ゴルフ倶楽部」（1929年（昭和4年）開場、設計・大谷光明）、「愛知カンツリー倶楽部」（1954年（昭和29年）開場、設計・井上誠一）、「ウッドフレンズ森林公園ゴルフ場」（1955年（昭和30年）開場、設計・上田治）、「三好カントリー倶楽部」（1961年（昭和36年）開場、設計・ジョセフ・E・クレーン）の4コースに出かけるしかなかった。豊川、豊橋、蒲郡の財界人は「不自由すぎる、地域の将来に関わる」と、ゴルフ場建設に動き出したのが始まり。
1960年（昭和35年）3月31日、新たなゴルフ場の建設に向けて経営母体「株式会社東海カントリークラブ」を設立し、代表取締役には豊橋商工会議所会頭の神野太郎が就任した。株主会員制で、興味深いのは、株式会社東海銀行のほか名古屋ゴルフ倶楽部、愛知カンツリー倶楽部からも融資を受けて立ち上がりの資金とした。東三河地区だけではなく愛知県下の全財界、ゴルフ界の総意によってスタートした。発起人の代表には、株式会社松坂屋社長の伊藤次郎左衛門、名古屋商工会議所会頭の佐々部晩穂、中日新聞社長の大島一郎などの名古屋の顔が並んだ。
ゴルフ場の建設用地は、豊川市の郊外の平尾町糠川地区で、三河湾を望む標高150メートルの山地の約30万坪である。コース設計は、中部や関西の変化の多い山地や丘陵の設計で自然を生かした戦略性のある設計を得意とする佐藤儀一に依頼した。1961年（昭和36年）10月15日、「東海カントリークラブ豊川ゴルフ場」18ホール、6,760ヤード、パー72規模のコースが完成し、開場された。東三河地方の第1号のゴルフ場となった。
コース開場後に佐藤儀一は、「ブルドーザーで自然を壊した広場でプレーするのではなく、自然の地をそのまま楽しみながらプレーできるコース」と語った。佐藤の設計で特徴的な、小さくて砲台型の高麗芝の1グリーンだったが、1963年（昭和38年）、高麗芝の2グリーンに、1994年（平成6年）にはベント芝の2グリーンへと改修された。

## 所在地
〒442-0863 愛知県豊川市平尾町糠川11番地の31 

## コース情報
- 開場日 - 1961年10月15日
- 設計者 - 佐藤 儀一
- 面積 - 991,700m2（約30.0万坪）
- コースタイプ - 山岳コース
- コース - 18ホールズ、パー72、6,427ヤード、コースレート71.5
- フェアウェー - コウライ
- ラフ - ノシバ
- グリーン - 2グリーン、ベント
- ハザード - バンカー80、池が絡むホール7
- ラウンドスタイル - 全組キャディ付、乗用カート使用、1組4人が原則、状況によりツーサム可、セルフプレー可（会員同伴）
- 練習場 - 15打席230ヤード
- 休場日 - 毎週月曜日、12月31日、1月1日[1][2][3]

## クラブ情報
- ハウス面積 -  3,737m2（1,130坪）
- ハウス設計 - 株式会社 大林組
- ハウス施工 - 株式会社 大林組[1][2][3]

## ギャラリー
- コース - [4]
- ハウス - [5]

## 交通アクセス
鉄道
- JR東海道本線 - 豊橋駅より タクシー利用約25分
- 名鉄名古屋本線 - 国府駅より タクシー利用約5分[6]

車道
- 東名高速道路 - 音羽蒲郡ICより 6Km 約7分
- 東名高速道路 - 豊川ICより 10Km 約25分[6]

## 関連文献
- 『ゴルフ場ガイド 西版』、2006-2007、「東海カントリークラブ」、東京 ゴルフダイジェスト社、2006年5月、2021年4月30日閲覧
- 『建築と社会 Architecture and society』、「特集 東海支部復活30周年記念 作品 東海カントリークラブクラブハウス / 大林組名古屋支店」、大阪 日本建築協会、1991年3月、2021年6月2日閲覧
- 『美しい日本のゴルフコース BEAUTIFUL GOLF CULTURE IN JAPAN 日本のゴルフ110年記念 ゴルフは日本の新しい伝統文化である』、ゴルフダイジェスト社「美しい日本のゴルフコース」編纂委員会編、「『東三河にもゴルフ場を』と豊川、豊橋、蒲郡の財界人が建設に動いた」、東京 ゴルフダイジェスト社、2013年12月、2021年4月30日閲覧